# Kupper András
Kupper András (Budapest, 1964. február 23. –) magyar orvos, politikus, országgyűlési képviselő.

## Életpályája
Zongoraművésznek készült. 1982-ben érettségizett az Apáczai Csere János Gimnáziumban. 1985–1991 között a Semmelweis Egyetem hallgatója volt. 1991–1995 között a Semmelweis Egyetem II. sz. Anatómiai, Szövet- és Fejlődéstani Intézet tanársegéde volt. 1999–2000 között a GJW Politikai és Kommunikációs Tanácsadó Kft.-ben tanácsadóként dolgozott. 2000-től az Omker Rt. igazgatóságának tagja. 2015-ben a Zeneakadémia kancellárja volt.

### Politikai pályafutása
1991 óta a Fidesz tagja. 1993–2006 között a Budapest Főváros Önkormányzata fővárosi közgyűlésének tagja volt. 1994-ben, 1998-ban, valamint 2002-ben országgyűlési képviselőjelölt volt. 1994–2004 között, valamint 2007-től a budapesti választmány alelnöke, 2004–2007 között elnöke. 1994–2006 között a Fővárosi Közgyűlés tagja, az egészségügyi és sportbizottság elnöke volt. 1998–2006 között a Budapest Főváros XI. kerületi Önkormányzatának helyi önkormányzati tagja volt. 1998–2014 között egyéni önkormányzati képviselő a XI. kerületben, kultúrért felelős alpolgármester volt. 2003–2006 között a Fővárosi Közgyűlés Fidesz-MKDSZ frakcióvezetője volt. 2004-ben európai parlamenti képviselőjelölt volt. 2004–2007 között a Fidesz-Magyar Polgári Szövetség budapesti elnöki tisztségét látta el. 2006-ban polgármesterjelölt volt. 2006–2014 között országgyűlési képviselő (Budapest); az Egészségügyi bizottság tagja volt. 2007-től az országos választmány elnökségi tagja. 2012–2014 között a Kulturális és sajtóbizottság tagja volt.